# Debora Cahn
Debora Cahn (...) è una sceneggiatrice, produttrice cinematografica e produttrice televisiva statunitense.
È stata sceneggiatrice e produttrice esecutiva della serie Homeland per le sue ultime due stagioni (2018-2020), nonché scrittrice e consulente produttrice di Fosse/Verdon (2019) di FX, per il quale ha vinto un premio Writers Guild of America. È stata scrittrice e coproduttrice esecutiva per la serie HBO Vinyl (2016) di Martin Scorsese. Dal 2006 al 2013 è stata scrittrice e produttrice di Grey's Anatomy. Ha iniziato la sua carriera come sceneggiatrice e produttrice di The West Wing dalla quarta alla settima e ultima stagione (2002-2006). Più recentemente, ha firmato un accordo pluriennale con Netflix. In base all'accordo, è produttrice esecutiva e showrunner della serie The Diplomat. La sua società di produzione è Let's Not Turn This Into a Whole Big Production.
Cahn ha vinto due Writers Guild of America Awards ed ha ricevuto diverse nomination.

## Biografia
Cahn si è laureata al Barnard College della Columbia University ed ha conseguito un master in recitazione presso l'Institute for Advanced Theater Training dell'Università di Harvard. Nel 2006, Cahn ha sposato Michael Heller.

## Premi e nomination
Nel 2020, Cahn ha vinto il Writers Guild of America Award per la migliore televisione adattata per Fosse/Verdon. Nel 2006 e nel 2007, Cahn è stata sceneggiatrice di due serie televisive nominate per il Premio Emmy ed il Writers Guild of America Award: West Wing nel 2006 e Grey's Anatomy nel 2007. Nel 2005, Cahn ha vinto il Writers Guild of America Award.